# Новиков, Евгений Иванович
Евгений Иванович Но́виков (15 [28] марта 1912, Екатеринбург, Пермская губерния, Российская империя — 1 августа 1973, Свердловск, СССР) — советский геолог.

## Биография
Родился 15 (28 марта) 1912 года в Екатеринбурге в семье служащего.
В 1929—1937 годах прораб Коркинской ГРП УГРУ, старший техник угольной секции УГРУ, старший коллектор Миасской ГРП треста «Союзредметразведка», начальник Карталинской ГРП УГРУ, геолог Егоршинской ГРП УГРУ.
В 1938 году окончил СвГИ (диплом I степени).
Работа на инженерных должностях:
- 1938—1942 — старший геолог Егоршинской ГРП Уральского геологического управления, затем — треста «Уралуглеразведка», старший районный инженер, главный инженер треста «Уралуглеразведка».
- 1942—1947 — главный инженер треста «Челябуглеразведка».
- 1947—1949 — начальник геологического отдела, главный инженер треста «Свердловскуглеразведка».
- 1949—1954 — главный инженер Кустанайской геологоразведочной экспедиции, преобразованной затем в Кушмурунскую группу партий Уральского геологического управления (УГУ), старший инженер геолого-производственного отдела, затем — начальник проектно-сметного отдела УГУ.
- 1954—1956 — главный геолог Северо-Сосьвинской группы партий Северной геологоразведочной экспедиции УГУ.
- 1956—1972 — старший инженер по топливу геолого-производственного отдела, старший геолог по углю Отдела топлива, нерудного сырья, стройматериалов УГУ.

Непосредственный участник открытия (1931) крупнейшего Коркинского буроугольного месторождения, введенного в эксплуатацию в 1934 году. Один из первооткрывателей Кушмурунского месторождения бурого угля.
Директор геологической службы I ранга.
Умер 1 августа 1973 года. Похоронен в Свердловске на Широкореченском кладбище (секция 7).

## Награды и премии
- Сталинская премия второй степени (1952) — за открытие и разведку месторождения полезного ископаемого
- орден Трудового Красного Знамени (1955)
- медаль «За трудовую доблесть» (1950)
- медаль «За доблестный труд в Великой Отечественной войне 1941—1945 гг.» (1946)